# 雁栖湖
40°23′49″N 116°40′33″E / 40.3968176°N 116.6759688°E

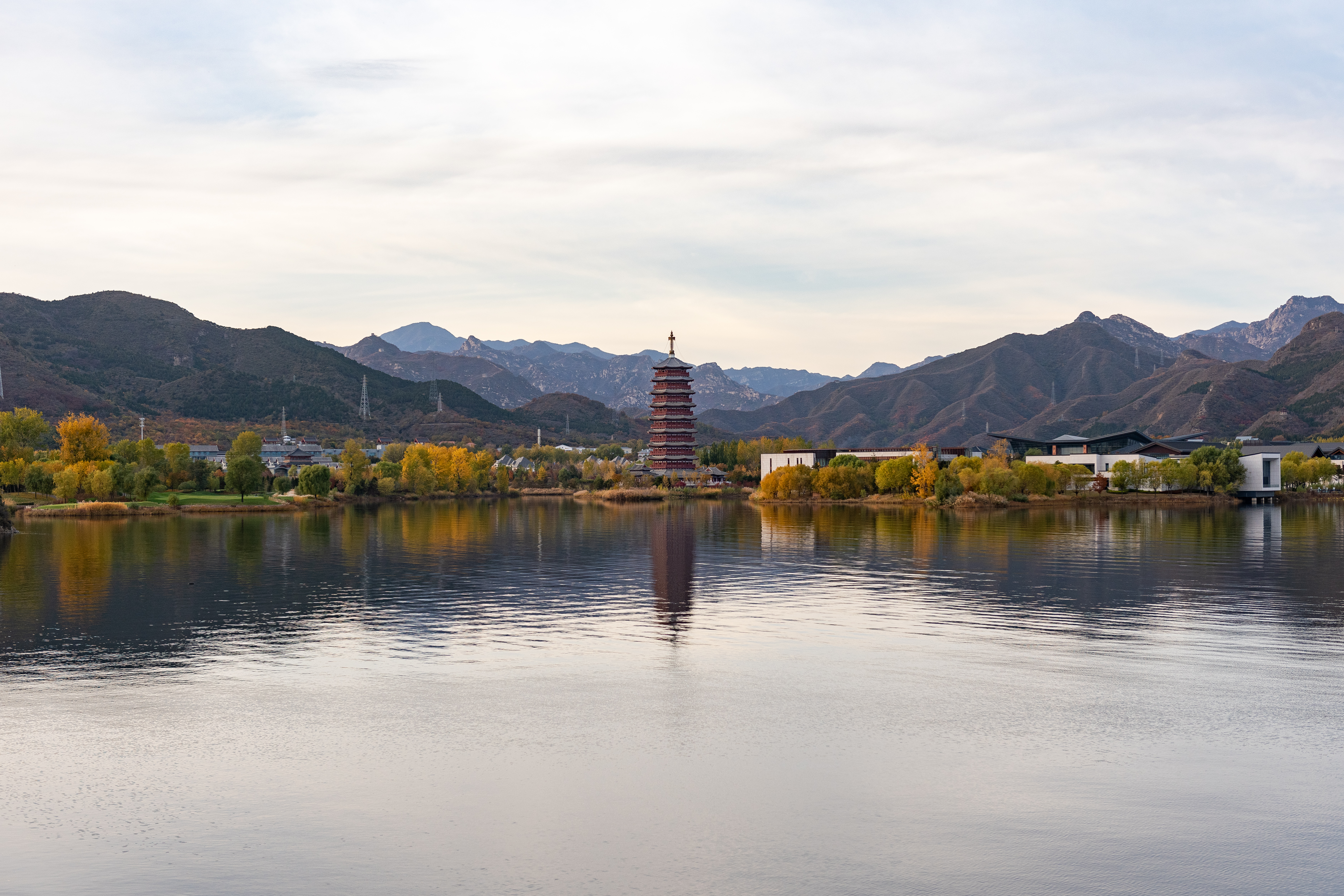
雁栖湖秋色（2020年10月）

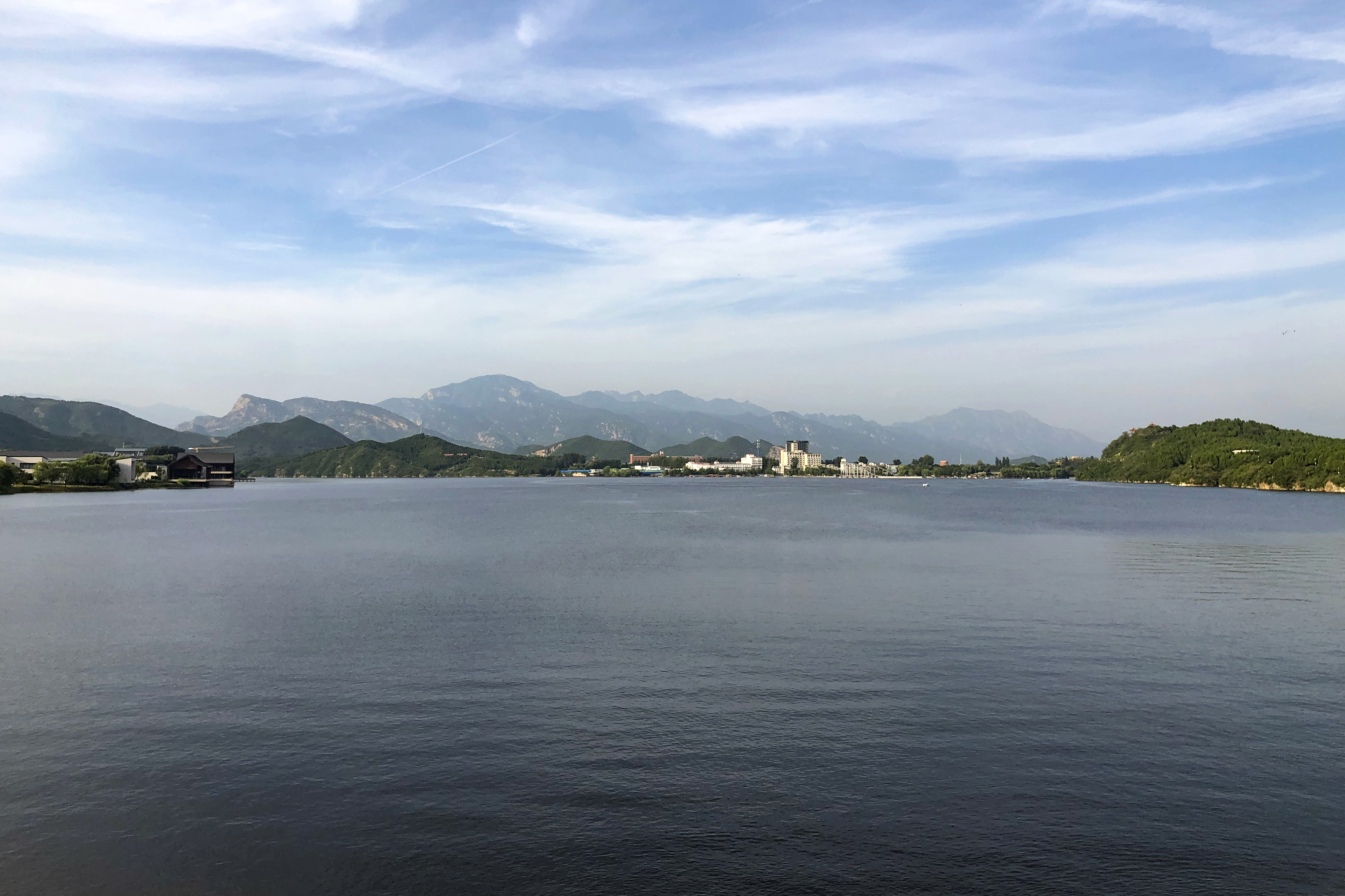
从北京日出东方凯宾斯基酒店西侧拍摄的雁栖湖（2019年9月）

北台上水库，又称雁栖湖，是位于北京市怀柔区北部北台上村的水库，拦截雁栖河，在1959-1962年建成。水库面积4.6平方公里，常年水面面积180万平方米，总库容3830万立方米。水深22-30米。控制流域面积102.2平方公里。建有主坝1座，较大副坝5座，溢洪道1座，输水洞1条。主坝高31米，坝顶长483米，最大蓄水面积2.0平方公里。年供水2千万立方米。
雁栖湖有5公里长的环湖公路，是北京附近的旅游区。2011年开工建设“雁栖湖生态示范区”，具备有能力接纳和举办G20峰会的能力。中国政府主办的2014年APEC会议和第一、二届一带一路国际合作高峰论坛地点就在雁栖湖。